# Фінал кубка Італії з футболу 1922
Фінал Кубка Італії з футболу 1922 — фінальний матч розіграшу Кубка Італії сезону 1922, в якому зустрічались «Вадо» та «Удінезе». Матч відбувся 16 липня 1922 року на «Стадіо Ферруччіо Кіттоліна» в Вадо-Лігуре.

## Шлях до фіналу
| Вадо           | Вадо          | Раунд                       | Удінезе        | Удінезе   |
| -------------- | ------------- | --------------------------- | -------------- | --------- |
| Суперник       | Результат     | Кубок Італії з футболу 1922 | Суперник       | Результат |
| Фіоренте       | 4–3 дч вдома  | Перший раунд                | Фельтрезе      | 4–0 вдома |
| Трієстіна      | 3–0 на виїзді | Другий раунд                | Молаззана      | 5–1 вдома |
| Ювентус Італія | 3–0 на виїзді | Третій раунд                | Едера (Трієст) | 2–0 вдома |
| Про Ліворно    | 1–0 на виїзді | 1/4 фіналу                  | Новезе         | 2–0 вдома |
| Лібертас       | 1–0 вдома     | 1/2 фіналу                  | Луккезе        | 2–0 вдома |

## Фінал
| 16 липня 1922 |

| Вадо          | 1:0 дч | Удінезе |
| ------------- | ------ | ------- |
| Левратто 118' |        |         |

| «Стадіо Ферруччіо Кіттоліна», Вадо-Лігуре Арбітр: Луїджі Паскінеллі |

|   |  |                           |  |
|   |  |                           |  |
| В |  | Акілле Баббоні            |  |
|   |  | Ліно Баббоні              |  |
|   |  | Раймонді                  |  |
|   |  | Мазіо                     |  |
|   |  | Антоніо Каб'яті           |  |
|   |  | Енріко Романо             |  |
|   |  | Ролетті                   |  |
|   |  | Джованні Баттіста Баббоні |  |
|   |  | Маркезе                   |  |
|   |  | Еспозто                   |  |
| Н |  | Вірджиліо Левратто        |  |

|   |  |                    |  |
|   |  |                    |  |
| В |  | Ліберо Лодоло      |  |
|   |  | Бертольді          |  |
|   |  | Уго Шіффо          |  |
|   |  | Бербієрі           |  |
|   |  | П'єтро Джераче     |  |
|   |  | Луїджі Тосоліні    |  |
|   |  | Карло Мелькіор     |  |
|   |  | Моретті            |  |
|   |  | Сільвіо Семінтенді |  |
|   |  | Ліджуньяна         |  |
| Н |  | Енцо Дал Дан       |  |